# Бабенко Олег Олександрович
Оле́г Олекса́ндрович Бабе́нко (нар. 26 грудня 1968, м. Світловодськ) — український архівіст, краєзнавець, літературознавець, музеєзнавець, громадський діяч. Почесний краєзнавець України (2009).
Член правління Національної спілки краєзнавців України. 
Член Національної спілки журналістів України (2005) та Національної спілки письменників України (2014).
Голова Кіровоградської обласної організації Національної спілки краєзнавців України та громадської організації «Кіровоградська обласна спілка краєзнавців». Голова правління благодійної організації «Центрально-Українська Православна Духовно-Соціальна Академія».
Головний редактор видання «Між Бугом і Дніпром. Науково-краєзнавчий вісник Центральної України» (http://dakiro.kr-admin.gov.ua/book.php [Архівовано 9 серпня 2020 у Wayback Machine.]).

## Біографія
О. О. Бабенко народився 26 грудня 1968 року у місті Світловодську Кіровоградської області. Закінчив Світловодську СШ № 1 імені Героя Радянського Союзу І. К. Конька (1986), Кіровоградський державний педагогічний інститут імені В. К. Винниченка («Українська мова і література», 1993), Дніпропетровський регіональний інститут державного управління Національної академії державного управління при Президентові України («Державне управління», 2005), Центральноукраїнський національний технічний університет («Інформаційна, бібліотечна та архівна справа», 2017), Міжнародну академію управління персоналом («Право», 2021).
Працював учителем української мови і літератури у ЗОШ № 4 м. Кіровограда (нині Кропивницький), з 1993 по 2003 рік — викладачем кафедри української літератури у Кіровоградському державному педагогічному університеті імені Володимира Винниченка, де викладав академічні курси з історії української літератури ІХ - XVIII ст. та 20-40 років ХІХ ст., українського фольклору, історичного краєзнавства та етнографічного музеєзнавства, а також проводив семінарські заняття з теорії літератури за професором Василем Марком та історії української літератури ХХ ст. за професором Олегом Полярушем. Як молодий викладач і філолог-літературознавець, краєзнавець формувався під впливом доцента-письменника Миколи Смоленчука, професорів Світлани Барабаш, Леоніда Куценка, Володимира Панченка, Григорія Клочека.
З 2003 року обіймав посади начальника навчально-організаційного відділу Центру перепідготовки та підвищення кваліфікації працівників органів державної влади, органів місцевого самоврядування, керівників державних підприємств, установ та організації Кіровоградської обласної державної адміністрації, заступника начальника управління з питань внутрішньої політики (згодом — управління з питань внутрішньої політики та суспільно-політичного моніторингу) Кіровоградської обласної державної адміністрації, керівника Кіровоградського обласного відділення Пошуково-видавничого агентства «Книга Пам'яті України», радника голови Кіровоградської облдержадміністрації, заступника начальника управління культури і туризму облдержадміністрації, директора Державний архів Кіровоградської області, заступника директора Центрального державного архіву зарубіжної україніки, директора Центрального державного історичного архіву, м. Київ.
З грудня 2021 р. — заступник директора — головний зберігач фондів Центрального державного архіву вищих органів влади та управління України
Обирався депутатом Подільської районної ради м. Кропивницького IV скликання.
Послідовний учасник процесів, пов'язаних з фомуванням та становленням Помісної Церкви українського народу. Делегат Помісних Соборів Української Православної Церкви Київського Патріархату (11 липня 2008 р. та 27 червня 2013 р.), Обєднавчого Собору зі створення Православної Церкви України (15 грудня 2018 р.), Помісного Собору Православної Церкви України 27 липня 2023 р.

## Науковий та творчий доробок
Має понад 120 різного роду публікацій наукового, науково-популярного та навчально-методичного характеру, у тому числі понад 30 брошур та книг.
Серед кола наукових інтересів: літературна й театральна творчість корифеїв українського професійного театру, передусім І. Карпенка-Карого (І.Тобілевича), літературне та історичне краєзнавство, музеєзнавство та архівна справа.
Керівник авторського колективу та відповідальний редактор видання «Національна книга Пам'яті жертв Голодомору 1932—1933 років в Україні. Кіровоградська область» (2008).
За його сценаріями Кіровоградською обласною державною телерадіокомпанією створено відеофільми краєзнавчого спрямування «Лиш Храм збудуй…», «Окраса чарівного Степу».

### Наукові й навчально-методичні праці

#### Автор та співавтор брошур та книг
- «Від єдиного кореня. Проблема української інтелігенції в драматургії корифеїв» (1994)
- «На сторожі духовності: національний характер українців у творчості І.Тобілевича» (1998)
- «Провідна зоря корифеїв: Тарас Шевченко у житті та творчості корифеїв українського професійного театру» (2001)
- «Une bonne étoile des coryphées: Tarass Chevtchenko et les coryphées du théâtre ukrainien» (2003)
- «Пишемо твір з української літератури: навчальний посібник» (у співавторстві з І. Руснак, 1995, 1997)
- «Дорога в тисячу літ: навчально-методичний посібник з курсу „Історія української літератури ІХ — 20-40-х рр. ХІХ століть“» (1999)
- «Дороговказ заочнику: Історія української літератури IX—XVIII століть: навчально-методичний посібник» (1999, 2001),
- «Історія української літератури IX—XVIII та 20-40-х років XIX століття. Навчально-методичний посібник-хрестоматія» (2001)
- «Дороговказ заочнику ІІ: Історія української літератури 20-40-х рр. ХІХ століття: навчально-методичний посібник» (2002)
- «Короткий словник музейних термінів» (у співавторстві з О. А. Бабенко, 2001)
- «Національна книга Пам'яті жертв Голодомору 1932—1933 років в Україні. Кіровоградська область» (колектив авторів, 2008)
- «Самоцвіти степів полинових. Із спостережень над творчістю видатних земляків» (2012)
- «Впізнавайки або Упізнай себе сам: Літературні шаржі-загадки» (2013)
- «Будівництво Кременчуцького гідровузла (За документами Державного архіву Кіровоградської області)» (2016)
- «Нове наше море… Сторінками історії Кременчуцького гідровузла» (у співавторстві з І.Петренком, 2016)
- «Безвиз — 39» (у співавторстві з В.Білоусом, 2018)
- «Статья 54-10, или Женщины „контрреволюции“ (у співавторстві з О. А. Бабенко, В. Б. Білоусом, 2018)
- „Філологічні та історико-архівні студії“ (співавтори: В. Б. Білоус, В. В. Білоус, О. А. Семенюк, О. А. Бабенко, 2019)
- „Студії з історії Центральної України. Випуск І: Державний архів Кіровоградської області у міжнародних та всеукраїнських наукових конференціях (2013—2019): Збірник статей та матеріалів“ (Кол. авт.: Оксана Бабенко, Олег Бабенко, Роман Базака та ін., 2020) тощо.

#### Упорядник видань
- „Із степів полинових: фольклорні записи М. Смоленчука“ (2002, 2006)
- „Із сивого покоління: М. Смоленчук — людина, письменник, вчений“ (2003)
- Іван Тобілевич (Карпенко-Карий) „Ґандзя. Драма з часів Руїни (1663—1687)“ (2003)
- „Я не боюся дивитися людям в очі…“, або вінок чеснот Є. Чабаненко» (2004)
- «Нащадки корифеїв — Івану Франку» (2006)
- «Місцеве самоврядування в Україні: історія, стан, перспективи. Збірник матеріалів» (2006)
- М.Смоленчук «Скарби Золотого Поля: вибрані краєзнавчі розвідки, есеї та статті» (2016)
- «Війною опалені долі. Збірник архівних документів» (колектив упоряднтків, 2018) тощо.

## Нагороди
- Медаль СРСР «За відзнаку у військовій службі» II ступеню (1989),
- Почесна грамота Верховної Ради України (2017) та Грамота Верховної Ради України  (2010),
- Почесні грамоти Міністерства освіти і науки України (2004), Міністерства сім'ї, молоді та спорту (2008), Міністерства культури України (2012, 2017),
- Грамоти, подяки Державної служби туризму і курортів (2009—2011),
- Почесні грамоти Кіровоградської обласної державної адміністрації та обласної ради (2017), Кіровоградської обласної ради (2007) та ін. відзнаки органів державної влади, органів місцевого самоврядування, ряду суб'єктів громадянського суспільства, серед яких:
- Звання «Почесний краєзнавець України» (Національна спілка краєзнавців України, 2009),
- лауреат обласної премії у галузі краєзнавства ім. В. Ястребова (2004 р.), обласної літературної премії ім. Є. Маланюка в номінації «Літературознавство і публіцистика» (2013),
- ордени та ін. відзнаки Української Православної Церкви Київського Патріархату: Святого Рівноапостольного князя Володимира Великого ІІ ступеня (2018), Святого Рівноапостольного князя Володимира Великого ІІІ ступеня (2013), Святого Архістратига Михаїла (2014); Благословенна грамота з «Відзнакою Предстоятеля» Святійшого Патріарха Київського і Всієї Руси-України Філарета (2018);
- ордени Православної Церкви України: Святого рівноавпостольеого князя Володимира І ступеня (2021), Святого Архістратига Михаїла І ступеня (2020), Святого великомученика Юрія Переможця (2024)